# Фиденций и Теренций
Фиденций и Теренций — святые мученики из Тоди. День памяти — 27 сентября.
По преданию, свв. Фиденций и Теренций прибыли в Рим из Сирии во времена правления императоров Диоклетиана и Максимиана. Схваченные и подвергнутые мучениям, в частности, мучениям от огня, они остались целыми и невредимыми. Когда их вывели из Рима, чтобы обезглавить, медведи сбили солдат, и святые направились в Умбрию. Они оказались в Тоди, в Чивита Мартана, и были обезглавлены 27 сентября. На их могиле была возведена церковь, которую до сих пор можно увидеть в Масса-Мартана.
Имеется мнение, что означенная Пассия была написана в IX веке. Так, Делэйе, заметив, что об этих святых нет никаких иных сведений, кроме тех, которые были предоставлены в Пассии, выдвинул предположение о том, что святой Теренций совпадает со святым Терентием, поминаемым в Тоди 1 сентября.
Святые Фиденций и Теренций упоминаются в римском мартирологе на 27 сентября.